# Henri Lubatti
Henri Lubatti (Seattle) is een Amerikaans acteur.

## Biografie
Lubatti is van Franse en Italiaanse afkomst, en hij studeerde af aan de dramaschool van de Universiteit van Washington in zijn geboorteplaats Seattle.
Lubatti begon in 1997 met acteren in de film Prefontaine. Hierna speelde hij nog meerdere rollen in films en televisieseries zoals Felicity (1999), 24 (2002), Sleeper Cell (2005-2006) en True Blood (2012).

## Filmografie

### Films
Uitgezonderd korte films.
- 2014 Unknown Caller - als de beller
- 2011 Big Mommas: Like Father, Like Son – als Vlad
- 2005 My Big Fat independent Movie – als jonge rabbijn
- 2001 Last Ride – als junior
- 2000 Nowheresville – als Tom
- 2000 Murder, She Wrote: A Story to Die For – als Feyoder
- 1999 Atomic Train – als Henry Bradshaw
- 1998 Around the Fire – als Kevin
- 1997 Prefontaine – als Frank Shorter

### Televisieseries
Uitgezonderd eenmalige gastrollen.
- 202 Barbie: It Takes Two - als Buddy - 3 afl.
- 2019-2022 T.O.T.S. - als Jean-Pierre - 48 afl.
- 2016 Scorpion - als Skunk - 2 afl.
- 2015 Zoo - als Gaspard Alves - 3 afl.
- 2014 Elementary - als Marchef - 2 afl.
- 2012 True Blood – als Nigel Beckford – 4 afl.
- 2011-2012 Grimm – als Slivitch – 2 afl.
- 2007 The O.C. – als Henri-Michel de Momourant – 2 afl.
- 2005-2006 Sleeper Cell – als Ilija Korjenic – 18 afl.
- 2002 24 – als Jovan Myovic – 4 afl.
- 1999 Felicity – als David Sherman – 5 afl.

### Computerspellen
- 2023 Starfield - als stem
- 2020 Mafia: Definitive Edition - als stem

- Bibsys: 11053483
- Library of Congress Control Number: no2007041406
- Virtual International Authority File: 39150879
- WorldCat: E39PBJdmmKGc8rjfjJgPBffTHC